# Capu Tafunatu
Le Capu Tafunatu est une montagne de Corse culminant à 2 335 mètres d'altitude, dans la piève de Niolo, au nord-ouest de l'île. Située dans le massif du Monte Cintu au voisinage de la Paglia Orba, elle se dresse au sud-est de Manso en limite de la commune d'Albertacce.
Capu Tafunatu signifie littéralement « tête trouée » : le sommet de cette montagne est en effet percé d'un ouverture de 55 mètres de largeur sur 16 mètres de hauteur, ce qui en fait la plus grande arche naturelle de France.

## Géologie

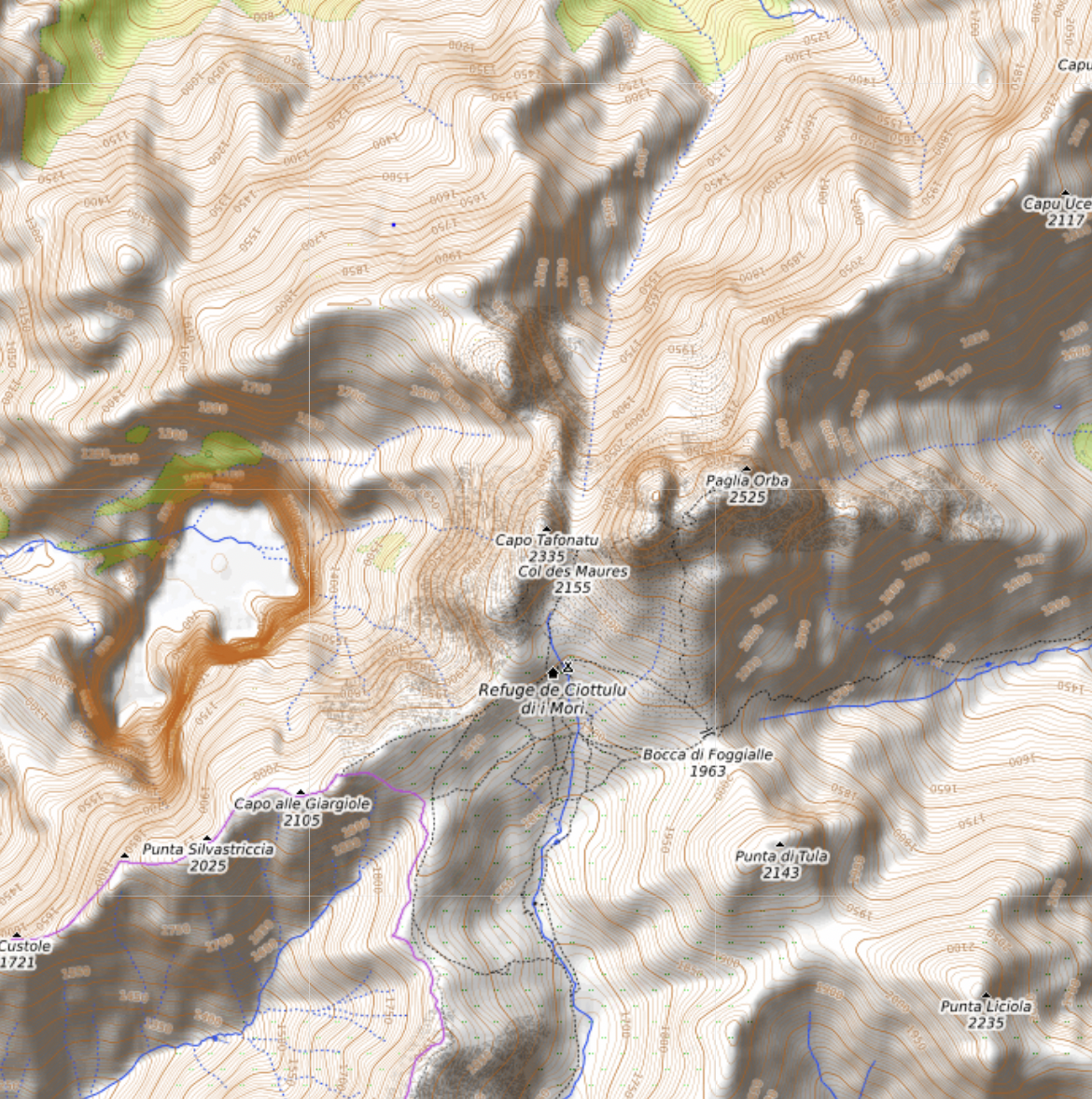
Carte topographique.

Le Capu Tafunatu est constitué de rhyolite alcaline à faciès ignimbritique, une roche magmatique du « complexe volcano-plutonique annulaire du Monte Cinto » d'âge Permien.
La formation du « trou » s'explique par la tectonique : le plan incliné à la base de cette cavité est une faille oblique qui, recoupant la lame rocheuse du sommet, l'a fragilisée et a favorisé son effondrement,.

## Culture populaire
Georges-Louis Leclerc de Buffon (1707-1788), dans Histoire et théorie de la terre, émet l'hypothèse selon laquelle la Corse serait un sommet de montagne du continent englouti de l'Atlantide. C'est à cette époque qu'est racontée cette légende :

« Au temps où saint Martin gardait les troupeaux dans les prairies du Niolo, il reçut la visite d'un étranger qui lui demanda d'entrer à son service. Ce dernier semblait nécessiteux, le saint l'engagea donc, dès la première nuit où il partagea sa hutte avec son domestique, il s'aperçut que celui-ci dégageait en dormant, une forte odeur de soufre.
 Le lendemain matin, Martin dit au pâtre qu'il avait deviné sa véritable identité et qu'il ne pouvait le garder à son service. Le diable entra dans une violente colère. Il s'en alla donc, décidé à rester dans les environs et à faire à saint Martin une redoutable concurrence.
 Le diable qui sait admirablement déguiser sa méchante personne s'en alla trouver le chef du village du Niolo. Il lui proposa de lui construire un pont sur le Golo en échange de la propriété d'une âme à choisir dans son village. Mais celui-ci s'en alla demander conseil à saint Martin. Quelques heures plus tard, le diable réapparut, le chef du village donna son accord mais le pont devait être complètement achevé en une nuit, c'est-à-dire, avant que ne chante le coq. Le satanique ingénieur se mit au travail, toute la nuit on entendit près du Golo un vacarme épouvantable, le pont était presque achevé tant les milliers de diablotins appelés par Satan à son aide avaient mis d'ardeur à leur ouvrage. Au milieu de ces ténèbres enfiévrées par le tumulte infernal, un homme marchait calme et paisible, il contempla le travail exécuté. Une seule pierre restait à poser. La clé de voûte du Pont.
 Alors l'homme sortit de dessous son manteau un coq. Le coq s'étira et se mit à chanter. Un cri de rage partit des rangs des travailleurs de l'enfer. À son tour, le diable, poussa un rugissement affreux et lança en l'air son outil inutile. Le marteau alla frapper le "Capo Tafonato", (la montagne trouée) qu'il traversa de part en part. Et c'est ainsi que fut creusé le trou du diable, à l'instant précis où Lucifer disparut. »

— Anonyme

## Voies d'accès
Différentes voies permettent l'ascension au « trou » du Capu Tafunatu (altitude : environ 2 200 mètres) depuis le refuge de Ciottulu a i Mori. Toutes nécessitent une grande prudence (risque de chute mortelle) mais restent praticables sans équipement particulier pour des personnes en bonne condition physique et non sujettes au vertige.
La voie normale « se classe à la limite supérieure de ce que peuvent affronter des non-alpinistes ». Elle commence au col des Maures et utilise un système de paliers rocheux en faible pente (vires) qui courent sur la face est du Capu Tafunatu : d'abord en direction du sud puis, au-dessus de rochers blanchâtres, repartant vers le nord jusqu'au replat où s'ouvre la cavité.

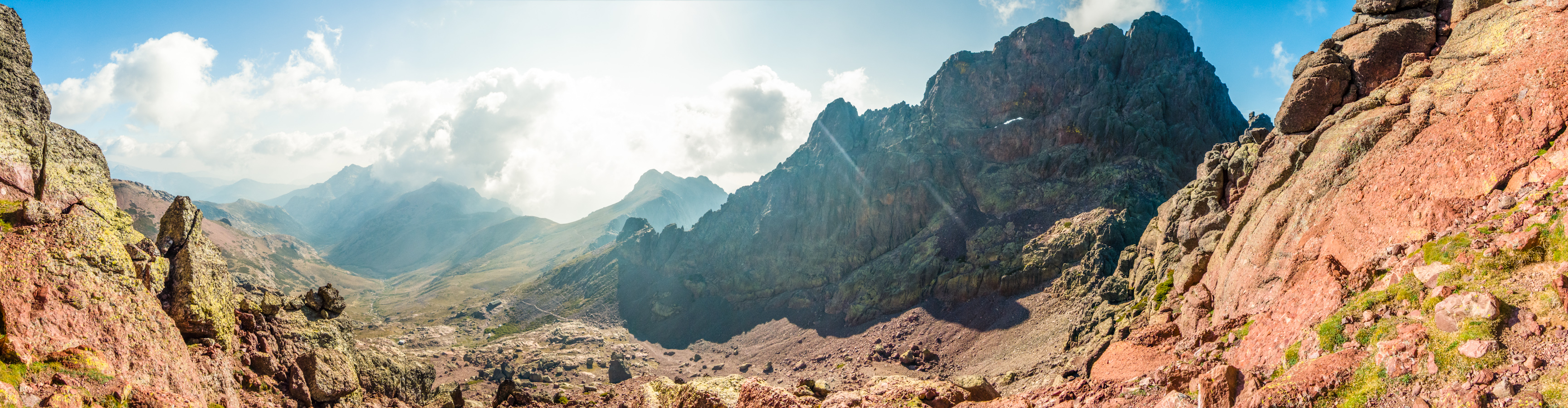
Photo panoramique du Capu Tafunatu (face est, dans l'ombre) et du col des Maures, au-dessus du refuge de Ciottulu a i Mori dans la haute vallée du Golo. On peut distinguer dans la paroi les vires de la voie normale d'accès conduisant jusqu'au « trou ».

### Escalade
L'accès au sommet principal du Capu Tafunatu (altitude : 2 335 mètres) nécessite des compétences en escalade (cotation « PD sup. » indiquant de « petites difficultés [...] exige[ant] déjà l'emploi de la corde »). Depuis la plate-forme en face est où s'ouvre le « trou », une vire franchit l'arête nord, puis revient en face ouest vers une cheminée (fracture verticale, cotée II) que l'on remonte sur 12 mètres jusqu'au voisinage de l'arête sommitale, pour finir par une courte escalade (dalle verticale, cotée III) jusqu'au sommet..
Plusieurs voies d'escalade cotées « AD » à « TD sup. » (« Assez difficile » à « Très difficile supérieur ») gravissent les faces est et ouest. Leur approche se fait respectivement depuis le col des Maures et la vallée du Fango.

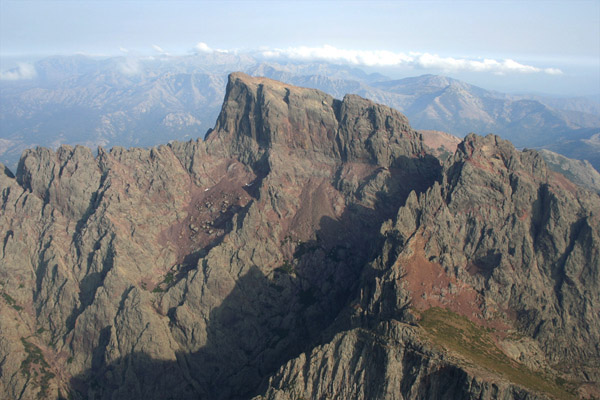
La Paglia Orba (au centre) et le Capu Tafunatu (à droite)
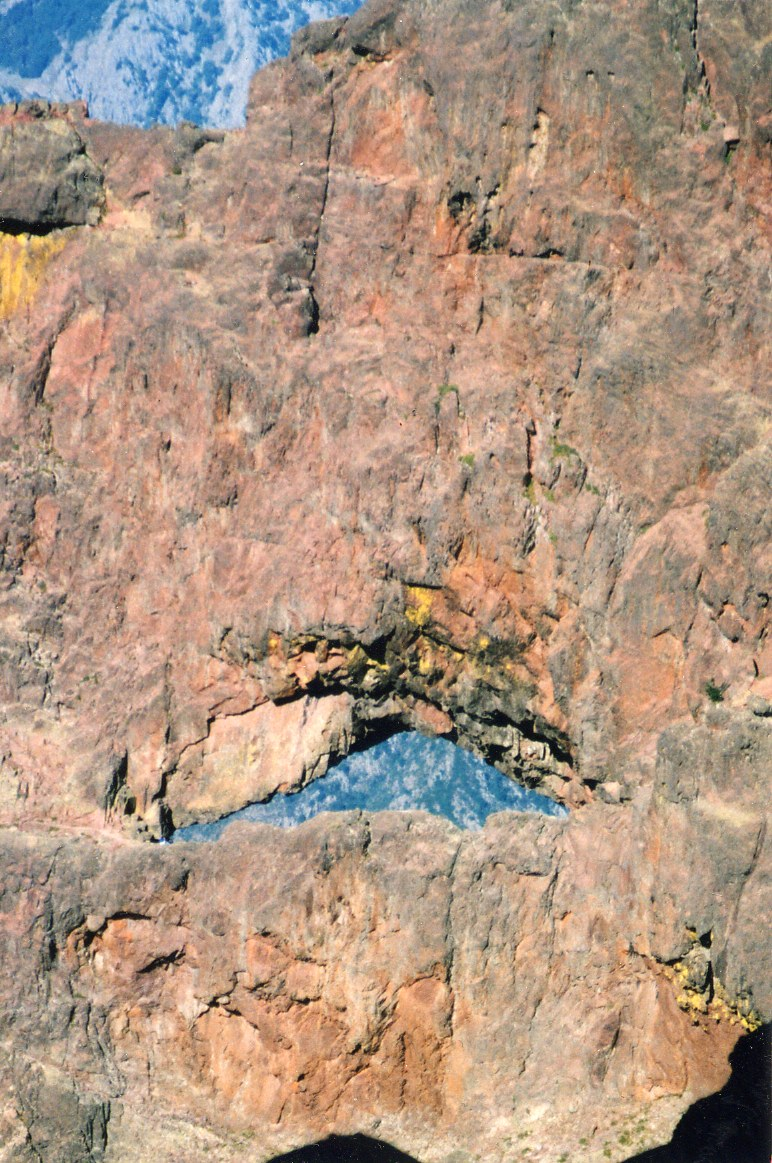
L'arche du Capu Tafunatu vue de la Paglia Orba
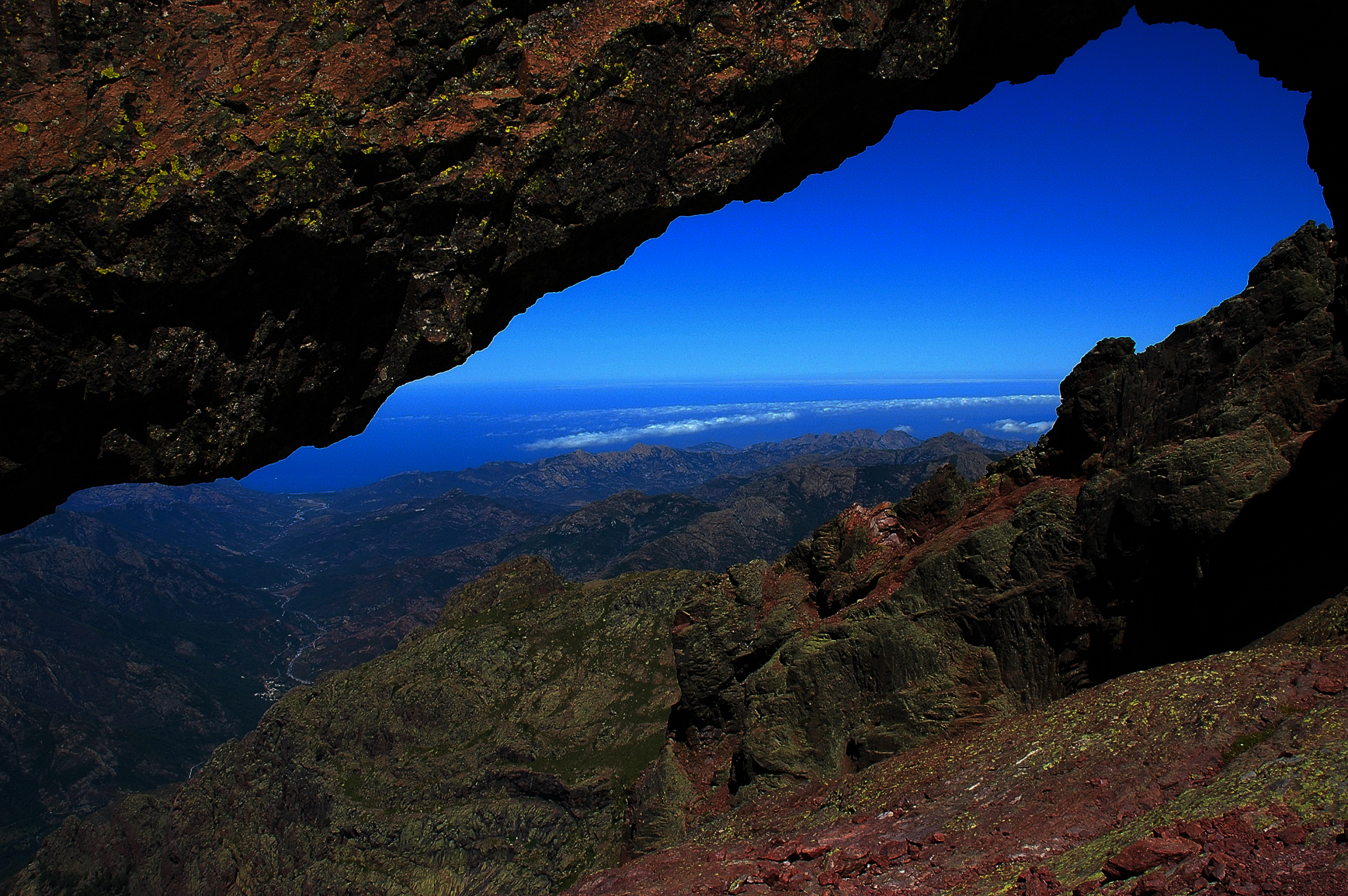
La vallée du Fango depuis l'arche du Capu Tafunatu
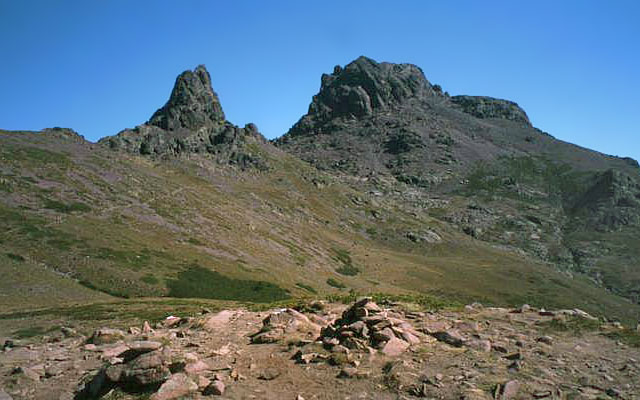
Le Capu Tafunatu (à gauche) et la Paglia Orba
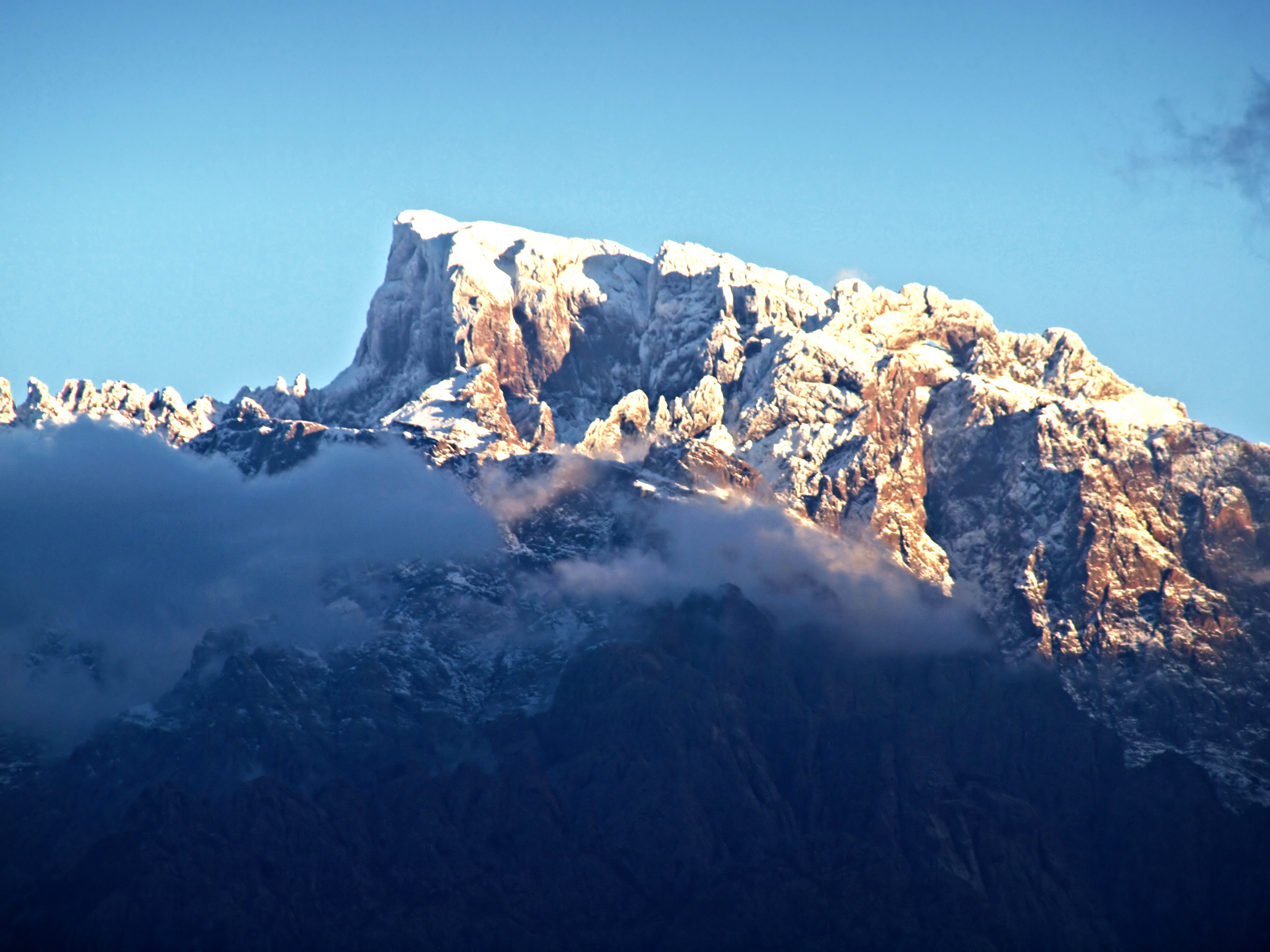
Le Capu Tafunatu à droite de la Paglia Orba vu depuis Galéria